# Comuna Gura Vadului, Prahova
Gura Vadului (în trecut, Tohani) este o comună în județul Prahova, Muntenia, România, formată din satele Gura Vadului (reședința), Perșunari și Tohani.

## Așezare
Comuna se află în estul județului, la limita cu județul Buzău, localitatea de reședință fiind situată la 5 km de orașul Mizil. Poziția sa este în zona de deal a versantului sudic al Dealurilor Istriței, în regiunea viticolă Dealul Mare, pe ambele maluri ale râului Tohăneanca. Este străbătută de șoseaua județeană DJ100H, care o leagă spre sud de Mizil (DN1B) și spre nord și est de Jugureni și mai departe în județul Buzău de Tisău și Vernești (unde se termină în DN10). La Gura Vadului, din acest drum se ramifică șoseaua județeană DJ102R, care duce spre nord-vest la Călugăreni, Tătaru și Gornet-Cricov.

## Demografie
Componența etnică a comunei Gura Vadului
     Români (93,63%)
     Alte etnii (0,25%)
     Necunoscută (6,11%)
Componența confesională a comunei Gura Vadului
     Ortodocși (92,52%)
     Alte religii (0,96%)
     Necunoscută (6,52%)
Conform recensământului efectuat în 2021, populația comunei Gura Vadului se ridică la 1.979 de locuitori, în scădere față de recensământul anterior din 2011, când fuseseră înregistrați 2.285 de locuitori. Majoritatea locuitorilor sunt români (93,63%), iar pentru 6,11% nu se cunoaște apartenența etnică. Din punct de vedere confesional, majoritatea locuitorilor sunt ortodocși (92,52%), iar pentru 6,52% nu se cunoaște apartenența confesională.

## Politică și administrație
Comuna Gura Vadului este administrată de un primar și un consiliu local compus din 11 consilieri. Primarul, Nicolae Marius Sora[*], de la Partidul Național Liberal, este în funcție din octombrie 2020. Începând cu alegerile locale din 2024, consiliul local are următoarea componență pe partide politice:
|  | Partid                      | Consilieri | Componența Consiliului | Componența Consiliului | Componența Consiliului | Componența Consiliului | Componența Consiliului | Componența Consiliului |
|  | --------------------------- | ---------- | ---------------------- | ---------------------- | ---------------------- | ---------------------- | ---------------------- | ---------------------- |
|  | Partidul Național Liberal   | 6          |                        |                        |                        |                        |                        |                        |
|  | Partidul Social Democrat    | 3          |                        |                        |                        |                        |                        |                        |
|  | Partidul România în Acțiune | 1          |                        |                        |                        |                        |                        |                        |
|  | Partidul Puterii Umaniste   | 1          |                        |                        |                        |                        |                        |                        |

## Istorie
La sfârșitul secolului al XIX-lea, comuna purta numele de Tohani, făcea parte din plasa Tohani a județului Buzău, și era formată din satele Gura Vadului, Tohani, Tohăneanca (actualmente, Perșunari) și Valea Scheilor. Comuna avea 2020 de locuitori, o școală mixtă în satul Tohani și 7 biserici deservite de 5 preoți.
În aceeași componență este consemnată comuna și de Anuarul Socec din 1925, tot în plasa Tohani și cu o populație de 3150 de locuitori.
În 1950, județele s-au desființat, iar comuna a fost arondată raionului Mizil din regiunea Buzău și apoi (după 1952) din regiunea Ploiești. În 1968, la reînființarea județelor, comuna a primit numele de Gura Vadului, după noua reședință și a trecut la județul Prahova, iar satul Valea Scheilor a fost arondat comunei Călugăreni.

## Monumente istorice
Cinci obiective din comuna Gura Vadului sunt incluse în lista monumentelor istorice din județul Prahova ca monumente de interes local. Unul este un sit arheologic, aflat pe „Drumul Bordarilor” în zona satului Perșunari, și care cuprinde urme de așezări din Epoca Bronzului, secolele al V-lea–I î.e.n., și din secolele al IX-lea–al X-lea. Un alt monument, clasificat ca monument de arhitectură, este biserica „Intrarea în Biserică a Maicii Domnului” (1816) din satul Tohani. Celelalte trei sunt monumente memoriale sau funerare, cruci de piatră aflate în satul Gura Vadului: crucea de pomenire de lângă fântâna din fața magazinului de stat (secolul al XVIII-lea); crucea de pomenire de lângă podul peste Tohăneanca (1696) și o cruce memorială (1792) aflată la 1,5 km vest de sat, pe șoseaua spre Călugăreni.